# Facies myopathica
Die Facies myopathica ist eine typische Veränderung des Gesichtes (lateinisch facies) bei einer Muskelerkrankung (Myopathie) mit Lidmuskelschwäche, eingefallenen Wangen und Schläfengruben aufgrund einer Schwäche und Atrophie der mimischen Muskulatur.

## Vorkommen und Ursache
Die Facies myopathica ist ein unspezifisches Hinweissymptom auf verschiedene Neuromuskuläre Erkrankungen:
- Birk-Barel-Syndrom
- Fazioskapulohumerale Muskeldystrophie
- Kongenitales myasthenes Syndrom
- Morbus Pompe
- Myasthenia gravis (pseudoparalytica)
- Myotone Dystrophie Typ 1 (Dystrophia myotonica Curschmann-Steinert)
- Myotubuläre Myopathie (Kongenitale zentronukleäre Myopathie)
- Okulopharyngeale Muskeldystrophie
- Ophthalmoplegia progressiva externa
- weitere Kongenitale Myopathien
- X-chromosomale infantile Spinale Muskelatrophie

## Klinische Erscheinungen
Klinische Kriterien sind:
- Lidmuskelschwäche (Ptosis) mit hochgezogenen Augenbrauen
- eingefallene Wangen
- bei Myotoner Dystrophie eingefallene Schläfen bei Atrophie des Musculus temporalis
- Nasolabialfalte gering ausgeprägt
- hervorstehende Lippen
- traurig wirkender Gesichtsausdruck
- Wimpernzeichen
- eventuell Schwierigkeiten zu pfeifen

Der Gesichtsausdruck suggeriert (bei der Myotonen Dystrophie) ein geringeres Bildungsniveau.

## Diagnostik
Eine Myasthenia gravis und ein Botulismus sollten rasch diagnostiziert und gegebenenfalls behandelt werden. Simpson-Test und Elektromyografie sowie eventuell genetische Untersuchung können zur Klärung beitragen.